# Betta brownorum
Betta brownorum är en fiskart som beskrevs av Kai-Erik Witte och Jürgen Schmidt 1992. Betta brownorum ingår i släktet Betta och familjen Osphronemidae. Inga underarter finns listade.
Betta Brownorum lever i "svart vatten" vilket innehåller mycket förmultnande växter, löv och rötter från fallna träd och dylikt som färgar vattnet mörkt brunt, i svagt strömmande och stillastående vatten.
Betta Brownorum har förmågan att både andas luft och vatten med hjälp av sitt lungorgan som sitter ovanpå huvudet, liksom alla Bettaarter. Vattnet de lever i är oftast väldigt grunt och under vissa perioder torkas vattensamlingarna ut och då ligger de under löven som håller dem fuktiga och andas enbart luft tills vattnet kommer tillbaka. 